# Olympische Sommerspiele 2000/Teilnehmer (Benin)
| Gelbes Symbol für Goldmedaillen mit stilisierten Olympischen Ringen | Graues Symbol für Silbermedaillen mit stilisierten Olympischen Ringen | Braundes Symbol für Bronzemedaillen mit stilisierten Olympischen Ringen |
| ------------------------------------------------------------------- | --------------------------------------------------------------------- | ----------------------------------------------------------------------- |
| —                                                                   | —                                                                     | —                                                                       |

Benin nahm bei den Olympischen Spielen 2000 in der australischen Metropole Sydney mit vier Athleten in drei Sportarten teil.
Seit 1972 war es die siebte Teilnahme Benins bei Olympischen Sommerspielen.

## Flaggenträger
Die Sprinterin Laure Kuetey trug die Flagge Benins während der Eröffnungsfeier im Stadium Australia.

## Teilnehmer nach Sportart

### Leichtathletik
- Pascal Dangbo
Männer, 200 m: in der 1. Runde ausgeschieden (21,54 s)
- Laure Kuetey
Frauen, 100 m: in der 1. Runde ausgeschieden (12,40 s)

### Taekwondo
- Stanislas Ogoudjobi
Männer, Federgewicht: 11. Platz

### Tennis
- Christophe Pognon
Männer, Einzel: in der 1. Runde ausgeschieden